# بوجيو براشيوليني
جيان فرانشيسكو بوجيو براتشيوليني (11 فبراير/ شباط 1380  - 30 أكتوبر/ تشرين الأول 1459) إنساني من بدايات عصر النهضة الإيطالية. نجح في استرداد عدد كبير من النّصوص اللاتينية الكلاسيكية حيث كان أغلبها طي النسيان في مكتبات الرهبانية الألمانية والفرنسية ونشر نسخاً مخطوطة بين المتعلمين.

## روابط خارجية
- بوجيو براشيوليني على موقع الموسوعة البريطانية (الإنجليزية)